# Hotové peníze

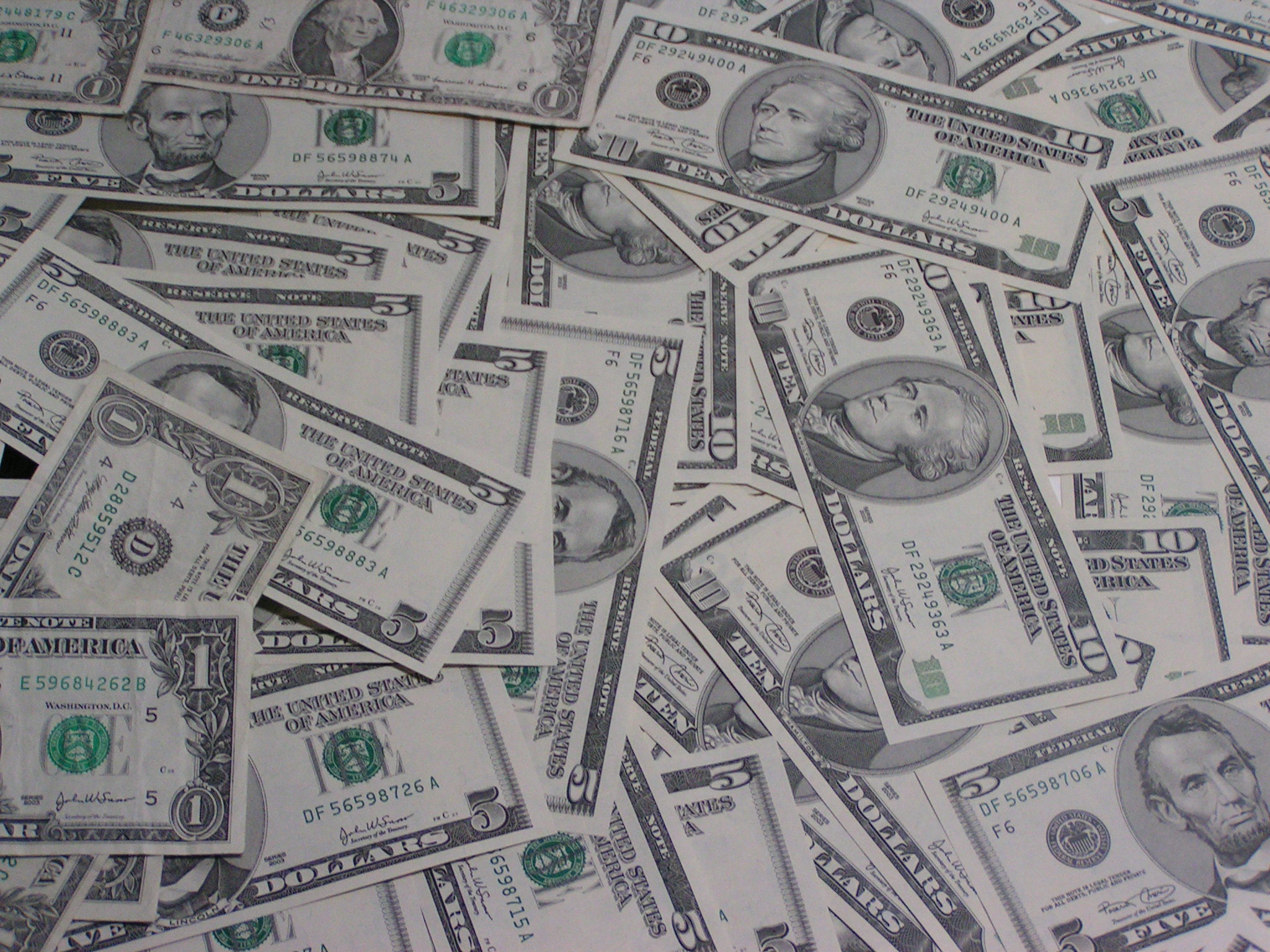
Hotovost v dolarech

Hotové peníze neboli oběživo, anglicky cash, je jedna z forem peněz. Opakem oběživa jsou tzv. bezhotovostní peníze, tedy bankovní vklady či digitální měna. Panují obavy, že bude hotovostní platba vytlačena.

## Formy
- bankovky
- mince

## Vlastnosti
- nulová elasticita a substituce výroby
  - nejsou volně reprodukovatelným statkem a nelze je nahradit statkem jiným
- dokonalá likvidita
  - nepotřebujeme žádný čas k jejich přeměně
  - jsou dokonale likvidní proto, že je každý přijme, tedy prodejci a ze zákona musí především věřitelé, jde o zákonné platidlo
- snadno přenosné, dělitelné, trvanlivé
- chráněné proti padělání (ochranné prvky)
  - skrytý obrazec, průsvitka, okénkový proužek, soutisková značka, opticky proměnlivá barva, značky pro nevidomé

## Vydávání
- patřilo k právům panovníků, dnes v rukou státu
- panovník mohl toto právo tzv. „mincovní regál“ i prodat nebo pronajmout a tím získal potřebné peněžní prostředky
- v současné době vydávání peněz podléhá zákonům
- většinou je vydává centrální banka / národní banka (emisní banka), stát si právo emitovat oběživo může ponechat
- v ČR oběživo emituje ČNB. Oběživo se potom dostává do oběhu prostřednictvím hotovostních výběrů komerčních bank ze svých účtů rezerv u ČNB

## Používaná slovní spojení
Vyjadřují vždy platební a dodací podmínky :
- cash and carry – zákazník se zavazuje zaplatit nakupované zboží v hotovosti a zboží si na vlastní náklady odvézt
- cash before delivery – kupující se zavazuje zaplatit nakupované zboží v hotovosti předem ještě před vydáním zboží
- cash on delivery – kupující se zavazuje zaplatit nakupované zboží v hotovosti předem při vydání zboží (během jeho vydání) (neboli dobírka)
- cash back – nárokování DPH zaplaceném v zahraničí prostřednictvím mezinárodní sítě účetních a daňových společností